# 솔론
솔론(고대 그리스어: Σόλων Sólōn[*]; 기원전 638년경 ~기원전 558년경)은 고대 그리스 아테나이의 정치인, 입법자, 시인이다. 그리스의 일곱 현인 가운데 한 사람이기도 하다. 특히 고졸기 아테나이의 정치, 경제, 도덕이 쇠퇴하는 가운데 이에 맞서 새로운 법을 세운 노력으로 유명하다.
기원전 594년에 아테나이 시민들이 합의하여 솔론은 정치 개혁을 위한 집행 조정자로 뽑혔다. 솔론은 토지 생산물의 많고 적음에 따라 시민을 4등급으로 나누고, 각 등급에 따라 참정권과 군사 의무를 정하였다. 솔론의 개혁은 단기적으로 실패하였으나 아테나이 민주정의 기초를 세웠다는 평가를 받는다.

## 업적
솔론은 아테네 민주주의의 시초가 되는 사람으로서 여러 발전을 이룩하였다.

## 고고학적 관점
기원전 6세기경 아테나이에 대한 문헌 혹은 고고학적 자료가 부족하여 솔론에 대해 알려진 바는 매우 적다. 그는 자신의 입법 개혁을 옹호하고 애국적 선전을 위해 기쁨에 대한 시를 썼다. 그의 작품은 단편으로만 남아 있다. 이런 작품들은 후대 작가들의 문헌에 인용되어 있으며, 여기서 단편들은 그가 쓴 것이 아닌데도 그의 작품으로 제시되었을 수도 있다. 헤로도토스나 플루타르코스 등 고대 작가들이 쓴 글이 솔론에 대한 주요 전거가 되는데, 그러나 이러한 글도 솔론이 죽은 뒤 수백 년 뒤에 쓴 것이며 당대의 역사는 학문 분과가 아니던 시절이었다. 아이스키네스 등 4세기의 웅변가들은 훨씬 후대의 자기네 법 전체를 솔론의 공으로 돌리는 경향이 있었다. 고고학에서는 비문 조각을 통해 솔론 시대에 대해 약간 밝혀내기도 했으나 성과는 미미하다. 어떤 학자들은 솔론과 그의 시대에 대해 우리가 아는 것은 불충분한 자료에 기반한 허구라고 주장하지만, 한편으로는 솔론에 대한 내용 상당수는 타당성이 있다고 보는 쪽도 있다.

## 경력
- 596년 살라미스섬의 영유권을 둘러싼 메가라인과의 전투를 승리로 이끔
- 594년 시민을 4등급으로 구분, 정치 참여 권리 제한, 400명으로 구성된 평의회 신설, 드라콘법 폐지, 새로운 법률 제정, 도량형 개정